# 308306 Dainere
308306 Dainere è un asteroide areosecante. Scoperto nel 2005, presenta un'orbita caratterizzata da un semiasse maggiore pari a 3,1445888 UA e da un'eccentricità di 0,5536689, inclinata di 23,07805° rispetto all'eclittica.
L'asteroide è dedicato alla blogger e attivista australiana Dainere Monique Anthoney.